# Michael Hart (filántropo)
Michael Stern Hart (Tacoma, 8 de marzo de 1947-Urbana, Illinois, 6 de septiembre de 2011) fue un escritor, empresario y filántropo estadounidense conocido como el fundador del Proyecto Gutenberg, que convierte libros de dominio público en archivos de texto electrónicos que se pueden exhibir sobre prácticamente cualquier ordenador. Los textos se pueden descargar gratuitamente desde cualquier servidor del Proyecto Gutenberg en distintos formatos de archivo. Muchos de los libros iniciales del proyecto fueron transcritos por el propio Hart.

## Biografía
El padre de Hart fue un contador, y su madre, criptografista durante la Segunda Guerra Mundial, y más tarde gerente en una tienda. En 1958 su familia se mudó a Urbana, Illinois. Sus padres se emplearon como profesores de Estudios sobre Shakespeare y de matemáticas. Hart estudió en la Universidad de Illinois, de la que se graduó en solo dos años.

## Nacimiento delProyecto Gutenberg
Durante el tiempo en que Michael estudió en la Universidad de Illinois, el centro de cómputo le dio una cuenta de usuario en su sistema (el mejor amigo del hermano de Hart era entonces el operador principal de la computadora central). Aunque el objetivo principal de dicho sistema era el procesamiento de datos, Hart era consciente de que estaba conectado a una red, que en el futuro se convertiría en internet, y eligió también utilizar su tiempo en la computadora para la distribución de la información. Hart relató que después de que su cuenta fue creada el 4 de julio de 1971, pensó qué hacer con ella. Había conseguido una copia de la Declaración de Independencia de Estados Unidos, que le había dado en una tienda de comestibles en su camino a casa luego de ver los fuegos artificiales de la noche. Escribió el texto en una máquina de teletipo, pero no fue capaz de transmitirlo a través de correo electrónico. Por lo tanto, para evitar que el sistema se cayera, lo creó para ser descargado de forma individual.
Ese fue el inicio del Proyecto Gutenberg. Hart comenzó a publicar copias de textos clásicos como la Biblia, las obras de Homero, Shakespeare, y Mark Twain. A partir de 1987 había escrito en un total de 313 libros de esta manera. Luego, a través de la participación del Grupo de Usuarios de PC de la Universidad de Illinois y con la ayuda de Mark Zinzow, un programador en la escuela, Hart fue capaz de reclutar voluntarios y crear una infraestructura de sitios espejo y listas de correo para el proyecto. Con esto, el proyecto creció mucho más rápidamente.
Además, Hart fue escritor, y sus obras están disponibles en el servidor del proyecto. También formó parte del Proyecto RepRap, iniciativa para crear máquinas autorreplicables.